# John S. Fordtran
John Satterfield Fordtran (* 15. November 1931 in San Antonio) war ein US-amerikanischer Mediziner, Professor für Gastroenterologie und von 1979 bis 1995 Leiter der Inneren Medizin an der Baylor University in Dallas. 
Fordtran studierte an der Tulane University in New Orleans (M. D. Abschluss 1956). Seine Facharztausbildung hatte er am Parkland Memorial Hospital in Dallas (Internship 1956/57, danach residency). 1960 bis 1962 forschte er am Massachusetts Memorial Hospital. Ab 1963 war er am  University of Texas Southwestern Medical Center, wo er 1963 als Assistant Professor begann, dann Professor wurde und die Gastroenterologie leitete. Gleichzeitig war er weiter am Parkland Memorial Hospital. 1991 bis 1999 war er Präsident des Baylor Research Institute. Er war der erste Joseph B. Kirsner Visiting Scholar an der University of Chicago.
1984 erhielt er mit William Greenough (Direktor des Internationalen Zentrums für Durchfallerkrankungen in Dhaka, Bangladesch und später an der Johns Hopkins University) und Michael Field (Professor an der Columbia University) den König-Faisal-Preis in Medizin für Forschungen über Durchfallerkrankungen. Er erhielt außerdem zahlreiche weitere Preise (wie die Julius Friedenwald Medal der American Gastroenterological Association 1993 und den Kirsner Prize 1990, den Janssen Award in Gastroenterology für sein Lebenswerk) und ist mit Sleisenger Herausgeber eines Standardwerks über Gastroenterologie.
In Bezug auf Durchfallerkrankungen und deren Behandlung untersuchte er unter anderem in den 1960er Jahren und danach osmotischen Durchfall, herbeigeführt durch kleine (Zucker) Moleküle in der Nahrung, die durch osmotische Wirkung Wasser und gelöste Salz aus dem Blut in den Darm ziehen. Der Effekt spielt in der Rehydratations-Behandlung von Durchfallerkrankungen eine große Rolle.
Er veröffentlichte über 180 wissenschaftliche Aufsätze. Speziell befasste er sich mit der Physiologie und den Krankheiten der Wasseraufnahme und Sekretion im Verdauungstrakt. 
Er ist Fellow des Royal College of Physicians. 
Er war 1972 bis 1977 Mitherausgeber des Journal of Clinical Investigation und 1977 bis 1981 Herausgeber von Gastroenterology.

## Schriften
- mit Marvin Sleisenger (Herausgeber) Gastrointestinal disease: pathophysiology, diagnosis, management, Saunders, Philadelphia, 1973, 1983, 1993
- mit Michael Field, Stanley G. Schultz (Herausgeber) Secretory Diarrhoea, Oxford University Press 1988